# Hệ thống điều khiển phân tán

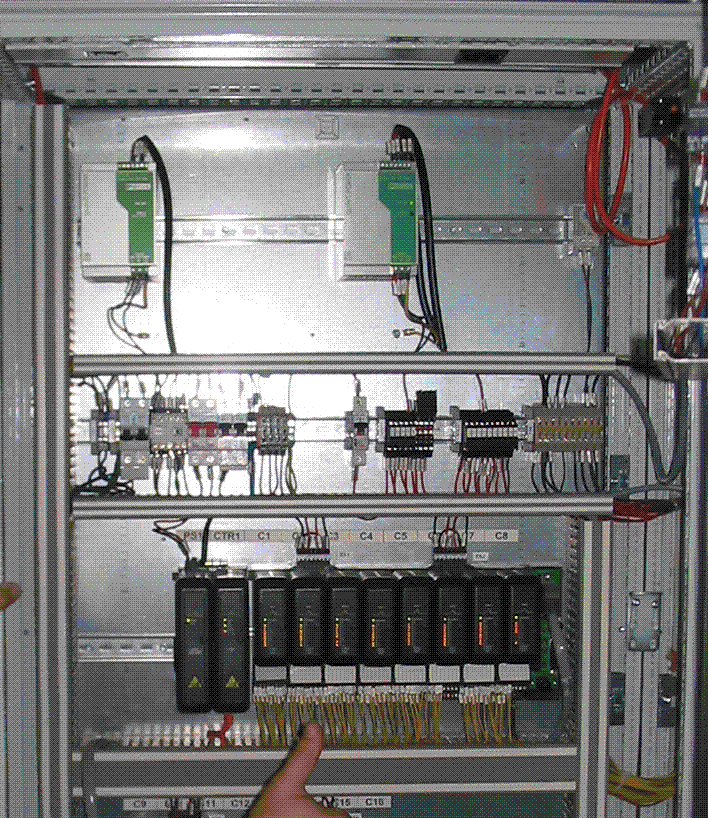
Hệ thống điều khiển phân tán

## Các phần tử
DCS A thường sử dụng tùy chỉnh được thiết kế bộ vi xử lý như bộ điều khiển và sử dụng cả interconnection độc quyền và giao thức truyền thông để liên lạc. Đầu vào và đầu ra dạng mô-đun bộ phận thành phần của DCS. Các bộ vi xử lý nhận được thông tin từ mô-đun đầu vào và gửi thông tin cho mô-đun đầu ra. Các mô đun đầu vào nhận được thông tin từ các dụng cụ đầu vào trong tiến trình (aka trường) và truyền tải các hướng dẫn để các dụng cụ sản lượng trong lĩnh vực này. Máy tính xe buýt hoặc xe buýt điện kết nối các bộ xử lý và phân hệ thông qua kênh hoặc demultiplexers. Xe buýt cũng kết nối các bộ điều khiển phân phối cùng với bộ điều khiển trung tâm và cuối cùng đến giao diện người-máy (HMI) hoặc điều khiển console.
Yếu tố của một hệ thống kiểm soát phân tán trực tiếp có thể kết nối với các thiết bị vật lý như chuyển mạch, máy bơm và van hoặc có thể làm việc thông qua một hệ thống trung gian như là một hệ thống SCADA.